# Atlético Junior
Maillots
Actualités
Le Club Deportivo Popular Junior F.C. S.A. est un club de football basé à Barranquilla, sur la côte caribéenne de la Colombie. Aussi connu sous son ancien nom officiel Atlético Junior ou Junior de Barranquilla. Mais généralement, le club est simplement nommé Junior. Le Junior est aussi appelé "Los Tiburones" (Les Requins).

## Histoire

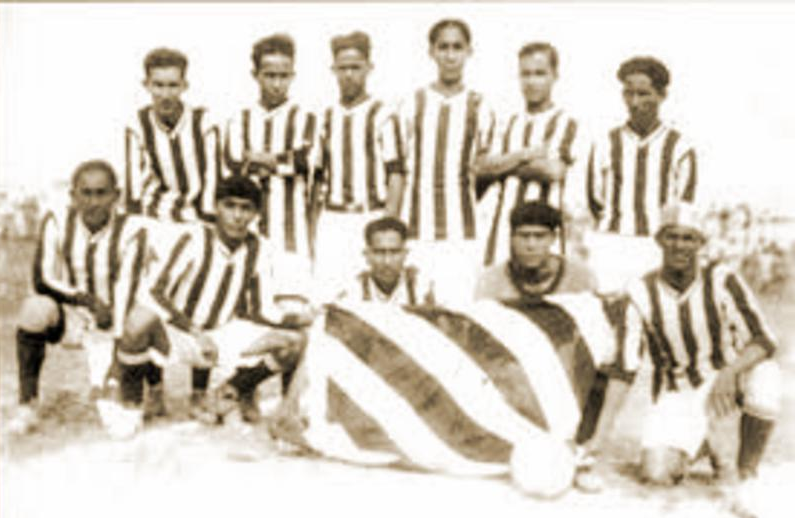
Juventud Junior en 1929.

Le club de football de Junior est fondé le 7 août 1924 et acquiert le statut de club professionnel en 1948.
Des grands noms du football internationale ont porté le maillot de Junior, tels que Garrincha, Carlos Valderama ou encore plus récemment Carlos Bacca, ce dernier est formé au club. 

## Palmarès
- Championnat de Colombie (10)
  - Champion : 1977, 1980, 1993, 1995, 2004-II, 2010-I, 2011-II, 2018-II, 2019-I et 2023-II

- Coupe de Colombie (2)
  - Vainqueur : 2015, 2017

- Superliga Colombiana (2)
  - Vainqueur : 2019, 2020

- Copa Sudamericana
  - Finaliste : 2018

- Reebok Cup
  - Vainqueur : 1995

## Anciens joueurs
- Efraín ’El Caimán’ Sánchez
- Pierre Aubameyang
- Garrincha
- Carlos Valderrama
- René Higuita
- Martín Arzuaga
- Edgardo Bauza
- Jorge Bolaño
- Vladimir Hernández
- Hugo Galeano
- Andrés González
- Carlos Hoyos
- Alexis Mendoza
- Víctor Pacheco
- Iván Valenciano
- Juan Fernando Quintero